# Серадзский уезд
Серадзский уезд — административная единица в составе Калишской губернии Российской империи, существовавшая c 1837 года по 1919 год. Административный центр — город Серадз.

## История
Уезд образован в 1837 году в составе Калишской губернии. В 1919 году преобразован в Серадзкий повят Лодзинского воеводства Польши.

## Население
По переписи 1897 года население уезда составляло 123 721 человек, в том числе в городе Серадз — 7005 жит., в безуездных городах Здунская Воля — 15 910 жит., Варта — 3418 жит.

### Национальный состав
Национальный состав по переписи 1897 года:
- поляки — 99 420 чел. (80,4 %),
- евреи — 14 050 чел. (11,4 %),
- немцы — 9654 чел. (7,8 %),

## Административное деление
В 1913 году в состав уезда входило 19 гмин: 
| - Бартохов — гор. Варта, - Барчев — д. Барчев, - Богумилов — д. Монице, - Бржезнё — д. Бржезнё, - Вержхи — д. Хархов-Панский, - Войславице — д. Изабелев, - Врублев — д. Врублев, - Годынице — д. Броншевице, - Грущице — д. Войков, - Дзержонзна — д. Рассошица, | - Задзим — д. Задзим, - Здуньская-Воля — гор. Здуньская-Воля, - Злочев — пос. Злочев, - Кленова — д. Кленова, - Крокоцице — фольв. Крокоцице, - Маячевице — пос. Бурженин, - Менка — д. Менка, - Харлупя-Мала — д. Харлупя-Мала, - Шадек — пос. Шадек. |